# LOG
Het Lands Opvoedings Gesticht ook bekend als Kebonwaroe in Bandoeng, was tijdens de Japanse bezetting van Nederlands-Indië in de periode van maart 1942 tot augustus 1945 een interneringskamp. Het kamp stond aan de Daendelsweg, in het oosten van de stad.
Het kamp heeft achtereenvolgens gefungeerd als krijgsgevangenenkamp (maart 1942 - mei 1942 en april 1945 - 26 augustus 1945), als burgerkamp (juli 1942 - april 1944) en als opvangkamp (vanaf augustus 1945).
Het kampement heeft tevens gediend voor de internering van burgerprominenten. Vooral in de laatste periode als burgerkamp, was dit kamp overvol. Het gesticht was gebouwd voor enkele honderden jongeren maar er zaten in de maanden juni en augustus ongeveer 3600 mannen bijeen. Zij verhuisden eind augustus 1945 naar het vrijwel lege Tjihapit-kamp.